# 贝蒂尔·桑德斯特伦
贝蒂尔·桑德斯特伦（瑞典語：Bertil Sandström，1887年11月25日—1964年12月1日），瑞典男子马术运动员。他曾代表瑞典参加1920年、1924年和1932年夏季奥林匹克运动会马术比赛，共获得三枚银牌。